# Gottheit auf dem Thron

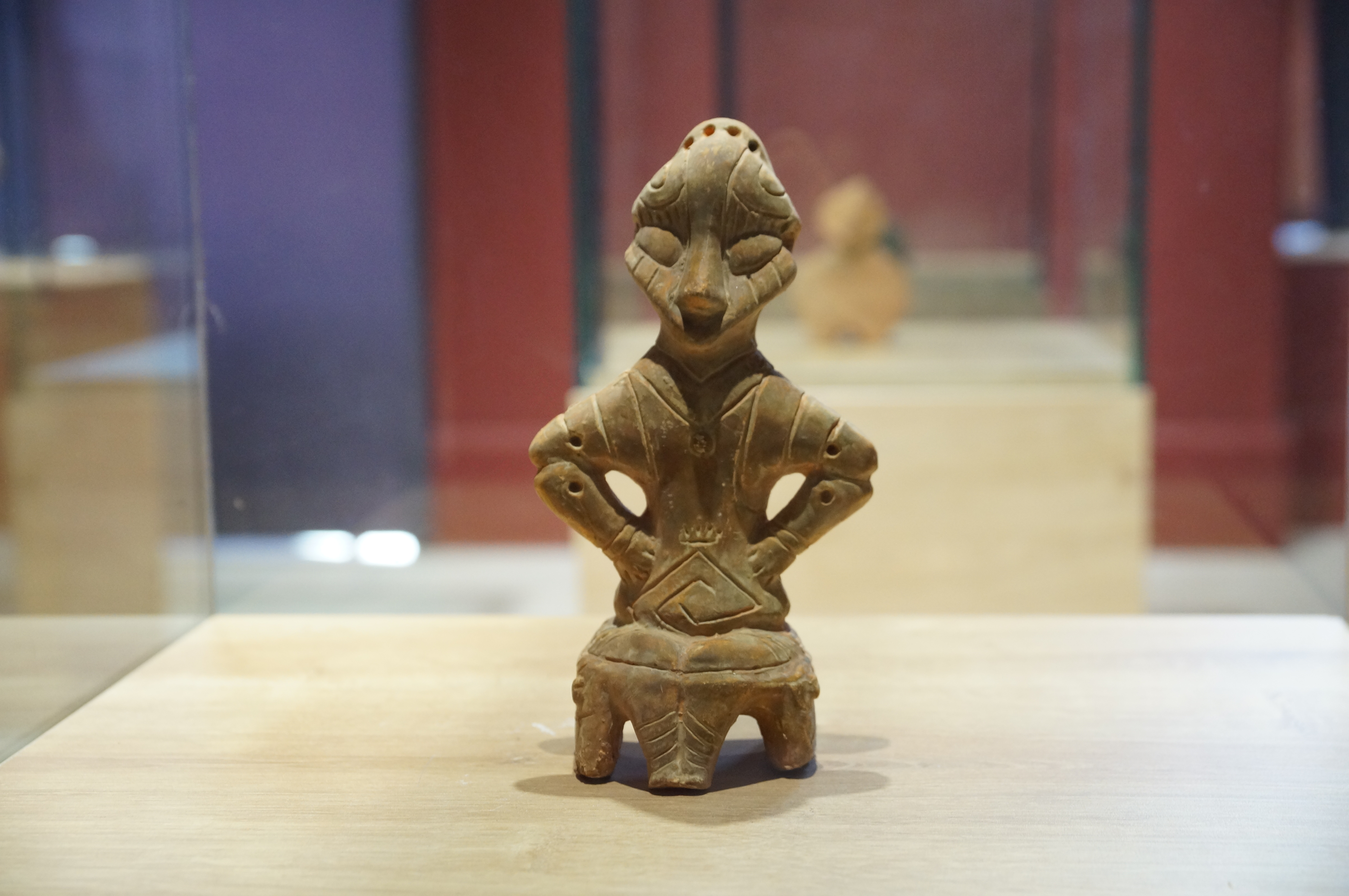
Die ausgestellte Figur „Gottheit auf dem Thron“ im Museum in Pristina

Gottheit auf dem Thron (selten auch als Pristina-Gottheit bezeichnet; albanisch Hyjnesha në fron, serbisch Богиња на трону Boginja na tronu) ist eine kleine Terracotta-Figur. Sie gilt als ein gut erhaltenes Beispiel für Keramik der neolithischen Vinča-Kultur – ihr Alter wurde auf 5700 – 4500 v. Chr. datiert, nach anderen Quellen auf die Mitte des 6. Jahrtausends v. Chr.
Die sitzende Figur ist 18,5 cm hoch. Das Figürchen stellt eine Göttin dar, einen „Große-Mutter-Kult“ (Marija Gimbutas) repräsentierend. Der diamantförmige Kopf ist detailliert ausgearbeitet, zuoberst trägt er ein Diadem. Die abstehenden Arme sind an der Hüfte angelehnt. Die angewinkelten Beine in sitzender Position sind deutlich kleiner als der Oberkörper. Letzterer ist wie der Kopf mit geometrischen Linien dekoriert. Die Linien auf dem Bauch können als Labyrinth gesehen werden, die auf Himmelsbeobachtungen und ein Verständnis für Lebenszyklen hindeuten.
Die Statuette wurde 1956 in Pristina, der Hauptstadt Kosovos, beim Bau der Tjerrtorja-Textilfabrik (Lage: ) gefunden. Auf dem Fundplatz im Südosten der Stadt wurden zwischen 1951 und 1962 mehrere Notgrabungen durchgeführt. Dabei wurden zahlreiche Töpferwaren aus gebranntem Ton gefunden, Zeugen einer wohlhabenden und geistig entwickelten Kultur, in Kosovo auch als „Vinça-Tordosh“ bezeichnet.
Die Gottheit auf dem Thron gilt als prächtigste Statuette dieser Funde aus der lokalen Vinča-Kultur. Mit ihren sorgfältig ausgearbeiteten Köpfen mit prominenten Nasen und gewölbten, ei- oder mandelförmigen Augen repräsentieren die Figuren gemäß Colin Renfrew eine eigene Gruppe der Vinča-Kultur, den „Pristina-Stil“. Sie gehören zu den jüngsten Typen von Masken der Vinča-Kultur, die den Höhepunkt der künstlerischen Entwicklung darstellen.
Die Figur ist im Hauptgebäude des Museums des Kosovo ausgestellt zusammen mit diversen anderen Fundstücken aus Tjerrtorja. Ab dem Kosovokrieg 1999 bis 2002 wurde sie im Nationalmuseum in Belgrad aufbewahrt. Die Gottheit auf dem Thron zählt zu den bedeutendsten archäologischen Fundstücken der Region. So ist es nicht nur im Logo des Museums zu sehen, sondern ist auch ein Symbold der Stadt Pristina. Die Skulptur gehört zum nationalen kulturellen Erbe des Kosovo (Nr. 3756).

## Bilder

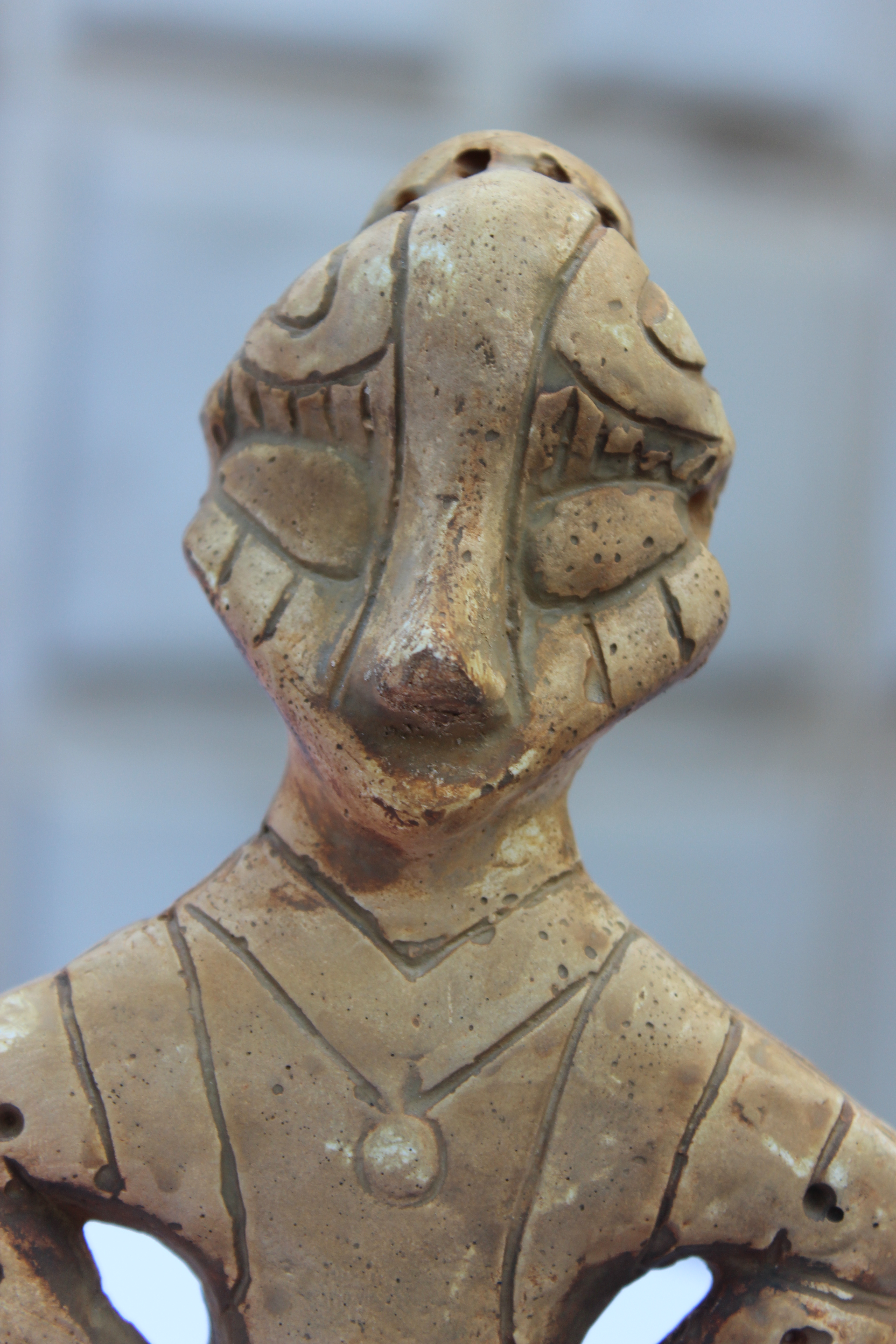
Der Kopf in Nahaufnahme
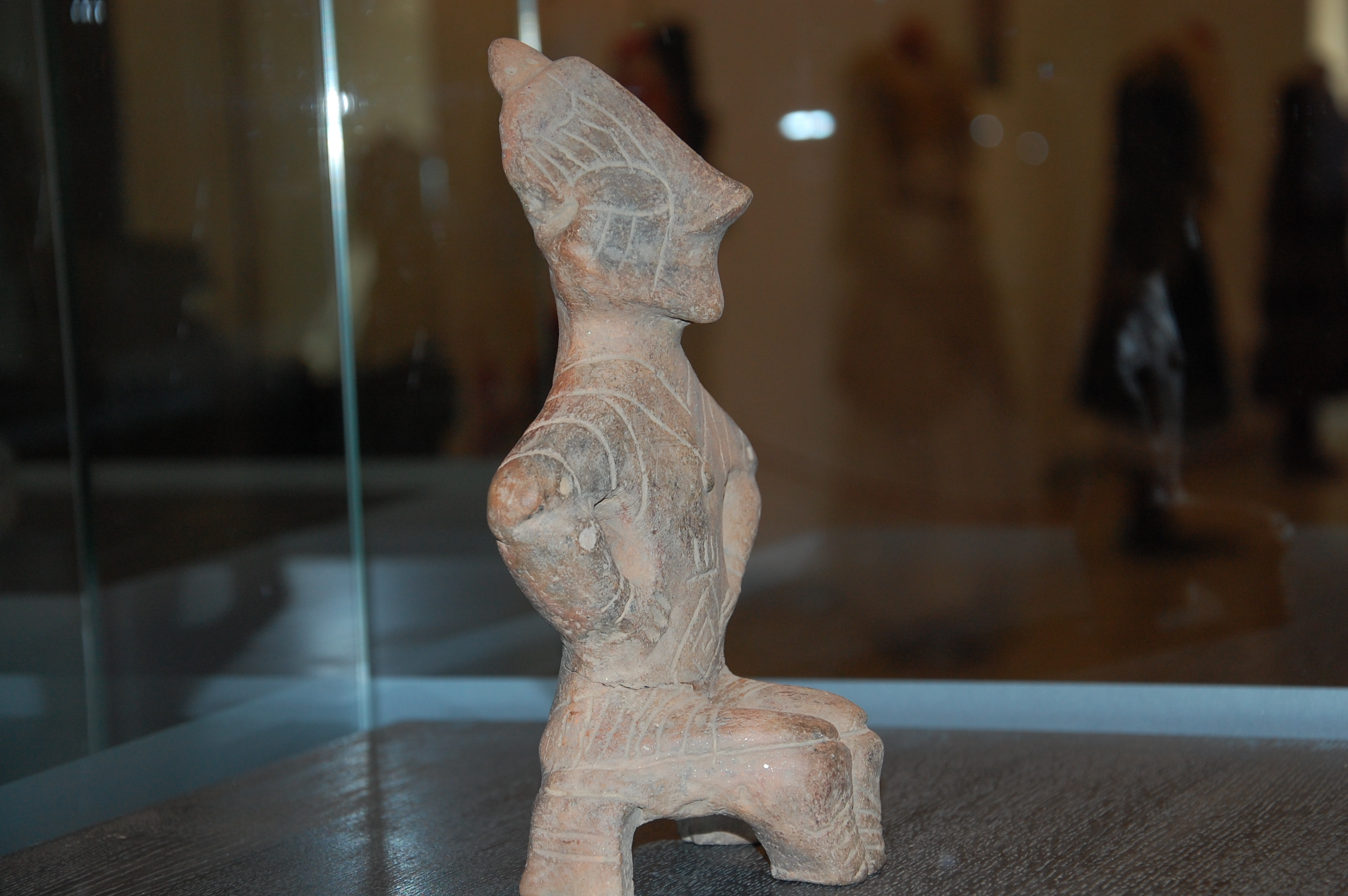
Seitenaufnahme
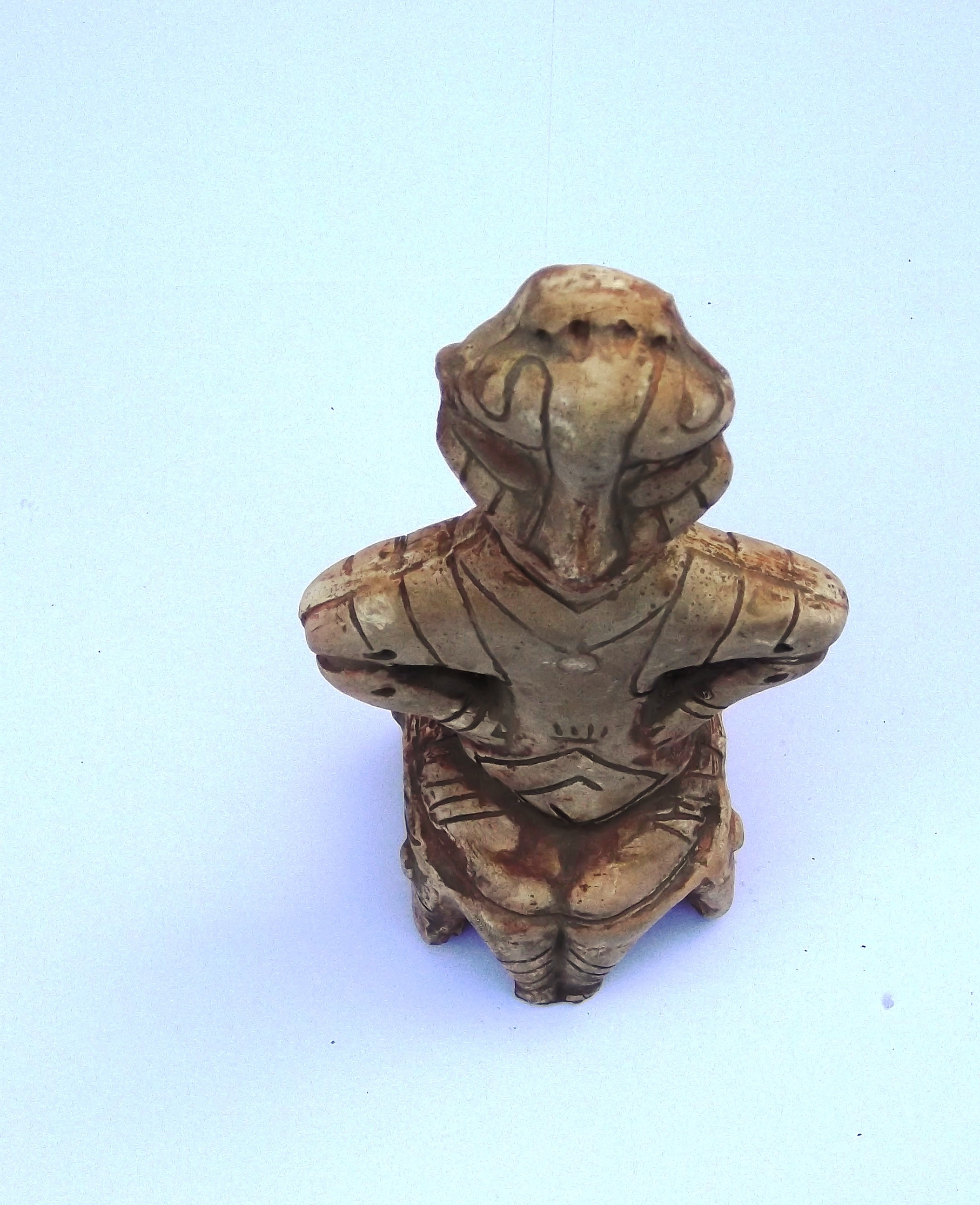
Aufnahme von oben
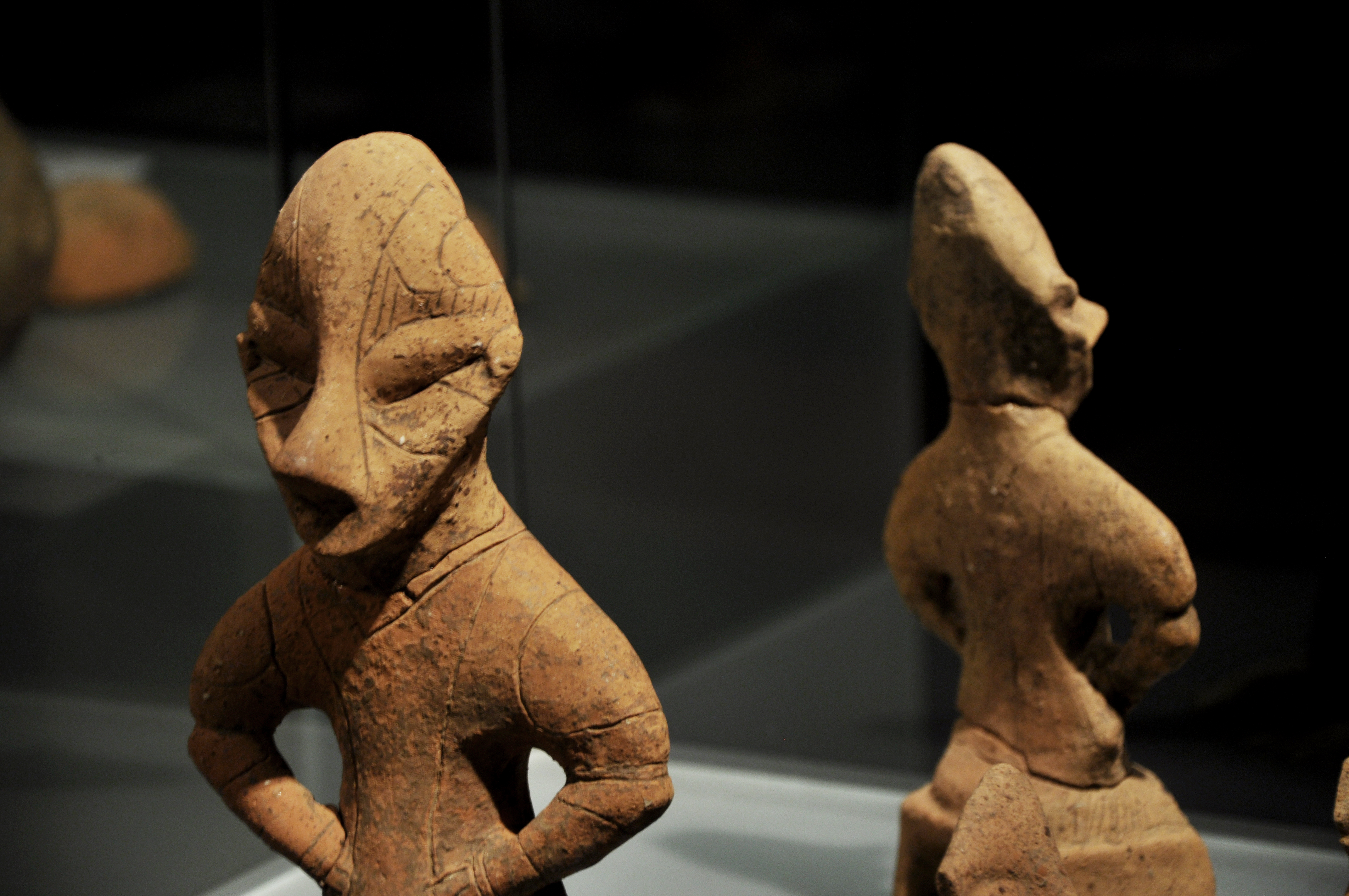
Weitere Figuren im Museum
Wappen von Pristina